# آرش 2 (طائرة إنتحارية بدون طيار)
طائرة آرش 2 الإنتحارية: (بالإنجليزية: 2 Arsh)‏ هي مسيرة إنتحارية بعيدة المدى، تم تصميمها وإنتاجها بكميات كبيرة من قبل الجيش الإيراني، وذلك لتدمير أهداف العدو المهمة، بما في ذلك الرادارات والسفن البحرية والأهداف العسكرية الثابتة. حيث إن مداها البالغ 2000 كيلومتر، إلى جانب الوزن الملفت للنظر للرأس الحربي، قد حول هذه المسيرة إلى سلاح فعال ضد الأهداف في عمق أرض العدو. وهذه الطائرة المسيرة نسخة مطورة من طائرة آرش-1 الإنتحارية. وتَستَخدِم محركاً مكبسياً، ولها جسم أسطواني وذيل عمودي، ويوجد جناحاها في نهاية جسمها، بشكل يشبه صاروخ الكروز الى حدٍ بعيد. وتستطيع الإنطلاق نحو الأهداف من جميع أنواع القاذفات المحمولة برياً وبحرياً. وتتمتع الطائرة الإنتحارية بدون طيار آرش 2 بقدرات شبحية ومضادة للتشويش، ويمكنها التحليق حتى إرتفاع 12000 قدم، وقادرة على تدمير الأهداف الأرضية ومحطات الدفاع الجوي في دائرة نصف قطرها أكثر من ألفي كيلومتر، من خلال حمل رأس حربي يزن 50 كجم. وتحتل صناعة الطائرات المسيرة مساحة هامة من قطاع تطوير الصناعات العسكرية في المنطقة والعالم في الوقت الراهن، فَتَعَدُد مهامها زاد من أهمية امتلاكها واستخدامها، ولا تتوانى جمهورية إيران عن إنتاج طائرات بدون طيار لأهميتها الإستراتيجية لأمنها القومي بالذات. وتُعتبَر جمهورية إيران من البلدان الرائدة في صناعة الطائرات بدون طيار منذ زمن، وحققت تقدماً كبيراً في صناعة وتصميم وتطوير تلك الطائرات منذ حرب الخليج الأولى وحتى يومنا هذا.

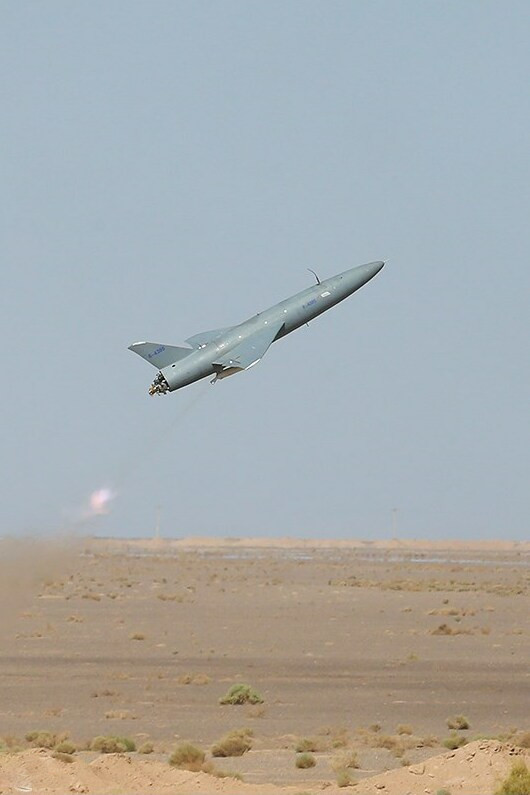
طائرة آرش بعد الإطلاق في مناورات عسكرية خاصة بالطائرات بدون طيار للجيش الإيراني

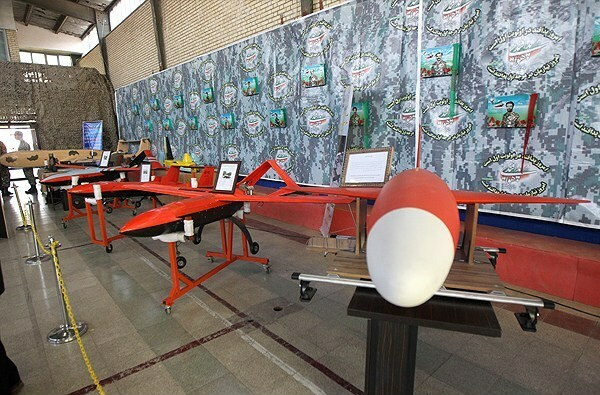
عرض طائرة كيان النفاثة التي انبثقت منها طائرات آرش، في معرض إنجازات قاعدة الدفاع الجوي، في العاصمة الإيرانية طهران

## الإعلان الرسمي
أعلنت جمهورية إيران في شهر أيلول/ سبتمبر 2022م، عن طائرة جديدة من طراز (آرش 2)، وهي جيل جديد ومطور عن الطائرة المسيرة (آرش 1). وقد كشفت القوات المسلحة الإيرانية عن المسيّرة (آرش 2) لأول مرة وذلك من خلال العرض العسكري المُقام لإحياء الذكرى الثانية والأربعين للدفاع المقدس (الحرب الإيرانية-العراقية)،  

## نبذة عن الطائرة
من الناحية الظاهرية تبدو مسيرة آرش-2 متطابقة مع مسيرة كيان-2 ولها جناح مثلثي. حيث يكمن الاختلاف الرئيسي بين هاتين المسيرتين في محركهما. فطائرة كيان تستخدم محركاً نفاثاً، وتستخدم آرش محركاً مكبسياً. وقد كان لهذا الاختلاف في المحرك تأثير كبير على مداها. حتى الآن، تم إطلاق آرش-2 في المناورات بواسطة نوعين من أجهزة الإطلاق. أحدهما هو قاذفة (Jeto) المتوفرة بسهولة، والثانية هي قاذفات الصناديق التي يمكن وضعها في الجزء الخلفي من الشاحنة. حيث سيجعل وجود قاذفات الصناديق من الصعب التعرف على هذه المسيرة، وإلى جانب الحركة العالية لحامله، مما سيزيد من قدرتها على البقاء. وقد شوهدت مسيرة آرش-2 على حاملة المسيرات للجيش الإيراني في تموز\ يوليو 2022م. لذلك، فإن القدرة على استخدامها كمضادة للسفن والهجوم من البحر إلى الشاطئ هي إمكانية متاحة بالنسبة لطائرة آرش. وخلال معرض إنجازات الجيش الإيراني لعام 2022م، شوهدت المسيرة آرش-2 المدمرة وهي مُجهزة بمُعقّب يعمل بالأشعة تحت الحمراء والكهرضوئي، مما يمنح هذه المسيرة قدرات إضافية. حيث ستتمكن المسيرة آرش-2 المزودة بمُعقب الأشعة تحت الحمراء والكهرضوئي من تدمير مختلف الأهداف وبدقة عالية. لذلك، ومع العديد من معقبات البحث، بالإضافة إلى الأهداف الثابتة، فإن هذه المسيرة لديها القدرة على استهداف الأهداف المتحركة أو الأهداف التي تحتاج إلى ضرب بدقة ضمن منطقة العدو. ووفقاً للصور المنشورة ومعلومات المعرض الدائم لإنجازات وزارة الدفاع الإيرانية، فإن محرك مسيرة آرش-2 هو من النوع (MD 550) أو (MDSO-4-520 tempest) بقوة 50 حصاناً بخارياً.

## مميزات الطائرة
وفقاً لبعض المصادر الإعلامية فإن لطائرة آرش 2 مميزات عديدة، منها أنها تَستَخدِم محركاً مكبسياً، ولها جسم أسطواني وذيل عمودي، ويوجد جناحاها في نهاية جسمها، بشكل يشبه صاروخ الكروز إلى حدٍ بعيد. تَستَخدِم هذه الطائرة طريقة (jito) في الإقلاع، وهذا ما يجعلها بدون حاجة إلى مدرج للطيران، فتستطيع الإنطلاق نحو الأهداف من جميع أنواع القاذفات المحمولة برياً وبحرياً، ما يحولها إلى طائرة بدون طيار تكتيكية ذات قدرة عالية على الحركة، ويسمح لمستخدميها بالمناورة بها بشكل كبير في بيئات جغرافية مختلفة. وسيشكل إطلاقها عبر أعداد ضخمة، ضربة قوية وقاسية لمنظومات الدفاع الجوي في أماكن العدو.

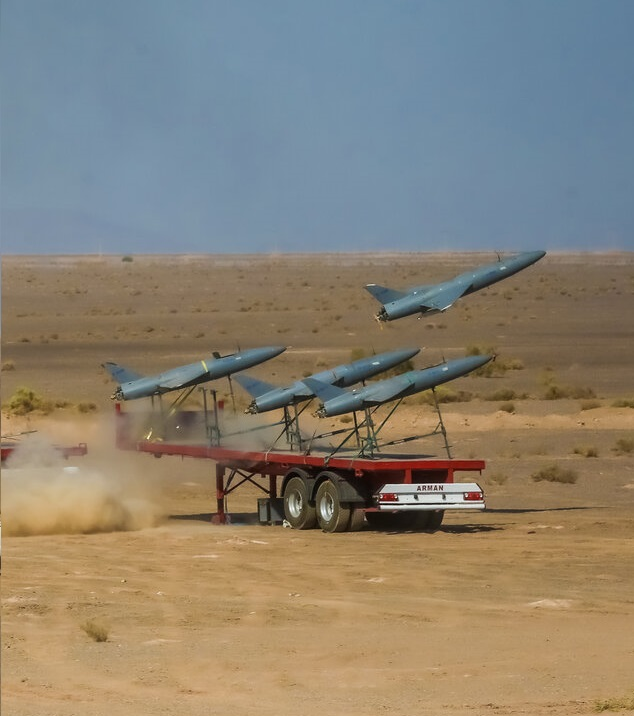
إطلاق طائرة آرش الإنتحارية في إحدى المناورات العسكرية الإيرانية

## مواصفات الطائرة
يبلغ طول طائرة آرش 2 الإنتحارية حوالي 4.5 متر، والمسافة بين طرفي الجناح حوالي 4 أمتار، وسرعتها القصوى تبلغ 185 كيلومتراً بالساعة، ومداها 2000 كيلو متر، ووزنها حوالي 200 كيلوغرام، أما سقف التحليق فيبلغ 3657 متراً أي (12 ألف قدم)، وتعمل بمحرك مكبسي (MD550) أو (MDSO-4-520 tempest) بقوة 50 حصان بخاري.

## المهمة الرئيسية
حددت طهران لهذه الطائرة دون طيار هدفاً رئيسياً وهو مهاجمة تل أبيب عاصمة إسرائيل، وكذلك حيفا، وهي مدينة على ساحل البحر الأبيض المتوسط، تقريباً في الطرف الغربي لفلسطين المحتلة، على بعد أقل من 1000 كيلومتر من الحدود الإيرانية. ووفقًا لوسائل الإعلام الإيرانية الرسمية، قال قائد القوات البرية الإيرانية إن طهران صنعت طائرة إنتحارية دون طيار بعيدة المدى يمكنها مهاجمة ساحل إسرائيل على البحر المتوسط (وأبعد نقطة في فلسطين المحتلة من الأراضي الإيرانية).

## إختبار الطائرة
نجحت الطائرة بدون طيار آرش 2 إيرانية الصنع، خلال مناورات (اقتدار 1401) البرية لجيش الجمهورية الإسلامية الإيرانية، من تدمير أهداف مماثلة للنقاط التي ضربها صاروخ فتح 360. واعتبر قائد القوة البرية في الجيش الإيراني العميد كيومرث حيدري، أن "التدريبات العسكرية الأخيرة للقوات البرية في الجيش الإيراني كانت مختلفة عن التدريبات السابقة". وأوضح القائد في الجيش الإيراني أن "هذه التدريبات كانت مختلفة عن التدريبات السابقة التي كان لها نهج دفاعي، ولقد أجرينا تدريبات كانت هجومية وموجهة نحو الهدف". ولفت إلى أن "هذا التوجه يُعَد تغييراً هاماً لمن يراقب العمليات العسكرية".

## ردود أفعال
إيران
القائد العام للجيش الإيراني:
قال عبد الرحيم موسوي القائد العام للجيش الإيراني، في وقتٍ سابق إن "آرش 2 طائرة مسيرة إستراتيجية استطاعت تدمير نفس النقطة التي استهدفها صاروخ فتح 360 خلال تدريبات العام الجاري". ويقصد بذلك التدريبات العسكرية التي قامت بها القوات المسلحة الإيرانية عام 2022م.
قائد القوة البرية في الجيش الإيراني:
قال قائد القوة البرية في الجيش الإيراني العميد كيومرث حيدري، في مقابلة مع التلفزيون الرسمي، إن "قيادة الجيش الإيراني خصصت الطائرة المسيّرة آرش 2 الإنتحارية الدقيقة، لضرب مدينتي حيفا وتل أبيب في الأراضي المحتلة ونحن بانتظار التوجيهات لاستخدامها". وقد أعلنت جمهورية إيران أنها صممت طائرات مسيّرة بشكل خاص لضرب مدن في إسرائيل. وأضاف حيدري أن "هذا النوع من الطائرات تم تصميمه خصيصاً لمهاجمة حيفا وتل أبيب".
المتحدث باسم مناورة الطائرات دون طيار الإيرانية عام 2022م:
أعلن الأدميرال محمود موسوي "أنه بفضل جهود جيش الجمهورية الإسلامية الإيرانية، ازداد التحليق المستمر للطائرات الإنتحارية للجيش حتى 2000 كيلومتر، ما جعل الوصول إلى مدى 2000 كيلومتر بطائرات إنتحارية دون طيار مضادة للرادار من جمهورية إيران مالكة الطائرات دون طيار الأطول مدى من هذا النوع في العالم".
 إسرائيل
وسائل إعلام إسرائيلية:
تابعت وسائل الإعلام الإسرائيلية هي الأخرى، الإعلان الإيراني الرسمي عن طائرة إستراتيجية بعيدة المدى تحت إسم آرش-2، حيث قالت "إن طهران استثمرت بشكل كبير في مجال الطائرات بدون طيار. وبحسب وسائل الإعلام، فإن هذه الطائرة وغيرها من الطائرات، قد يكون لها إمكانية حقيقية على إصابة الأهداف كما أعلنت عن ذلك جمهورية إيران.

## معرض الصور

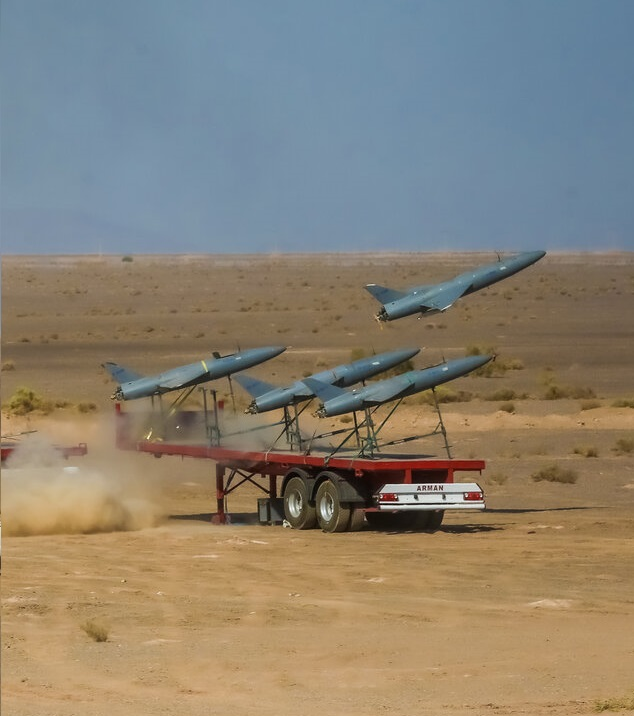
إطلاق طائرة آرش الإنتحارية في إحدى المناورات العسكرية الإيرانية

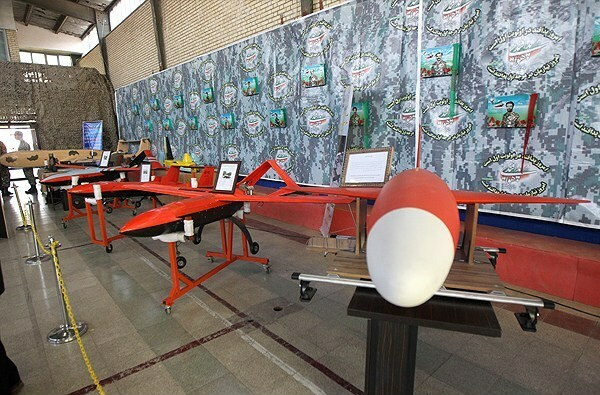
عرض طائرة كيان النفاثة التي انبثقت منها طائرات آرش، في معرض إنجازات قاعدة الدفاع الجوي، في العاصمة الإيرانية طهران

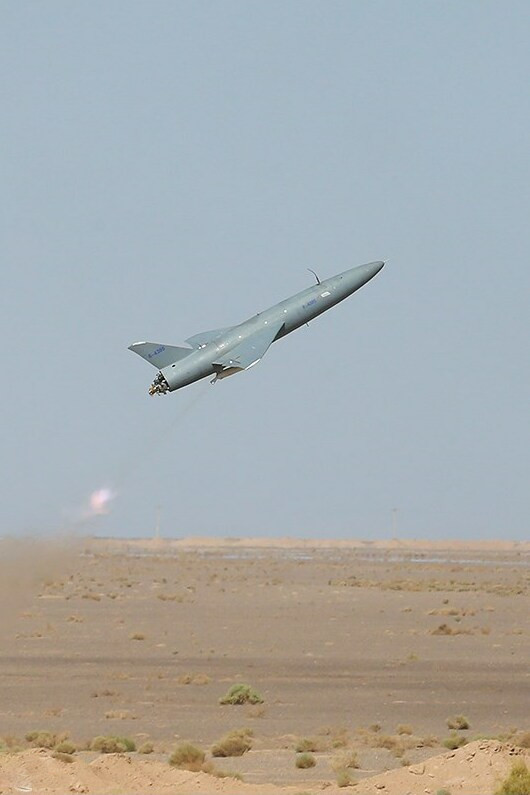
طائرة آرش بعد الإطلاق في مناورات عسكرية خاصة بالطائرات بدون طيار للجيش الإيراني